# Alicja Chruścińska
Alicja Ludmiła Chruścińska (ur. 1 sierpnia 1963) – polska fizyczka, profesor UMK w Toruniu.

## Kariera naukowa
Studia w dziedzinie fizyki ukończyła na Uniwersytecie Mikołaja Kopernika w Toruniu w 1987. Stopień doktora uzyskała w 1994 broniąc pracy pt. Frakcjonowana termoluminescencja kwarcu przygotowanej pod kierunkiem Huberta Oczkowskiego. Habilitowała się w 2011 na podstawie oceny dorobku naukowego i publikacji pt. Wpływ sprzężenia pułapek na procesy optycznej stymulacji luminescencji. Od 2015 sprawowała funkcję kierownika Zakładu Fizyki Półprzewodników i Fizyki Węgla, następnie objęła kierownictwo Zakładu Fizyki Stosowanej Instytutu Fizyki UMK. Była również kierownikiem projektu badawczego Ministerstwa Nauki i Szkolnictwa Wyższego w latach 2010–2014 oraz uczelnianym koordynatorem projektu Narodowego Centrum Badań i Rozwoju (w ramach I Konkursu Programu Badań Stosowanych) w latach 2012–2016. 
Z ramienia UMK koordynuje prace nad grantem Narodowego Centrum Nauki (OPUS 11), będącego wspólnym projektem UMK i Politechniki Śląskiej. Od 2015 kieruje pracami badawczymi w spółce UMK LumiDatis, finansowanymi ze środków Regionalnego Programu Operacyjnego Województwa Kujawsko-Pomorskiego. Zasiada w radzie redakcyjnej międzynarodowego czasopisma „Radiation Measurements". Swoje prace publikowała m.in. w „Journal of luminescence", „Geochronometrii", „Journal of Physics D: Applied Physics" oraz „Optical Materials"; ponadto posiada dwa patenty. Jeden z jej wynalazków otrzymał w 2015 srebrny medal na The World Exhibition of Innventions, Research and New Technologies INNOVA odbywającej się w Brukseli. 
Jej artykuł, jako jedynej osoby z Polski, został włączony do "wirtualnego" wydania specjalnego pt. Virtual Special Issue on Women in Physics 2017 wydawnictwa Elsevier, zbierającego dokonania naukowe (artykuły) wybitnych kobiet naukowców z dziedziny matematyki, fizyki i informatyki.